# Bento de Araújo Lopes Vilas Boas
Bento de Araújo Lopes Vilas Boas, primeiro e único barão de Maragojipe (1775 — S. Francisco do Conde, Bahia, 28 de junho de 1850) foi um nobre brasileiro.
Bento de Araújo Lopes Villas-Boas nasceu na então Vila de São Francisco da Barra do Sergipe do Conde, Recôncavo Baiano. Filho do Capitão de Milícias Luiz Lopes Villas-Boas e de sua mulher Dona Ana Joaquina de Araujo e Azevedo.
Casado com Cândida Luísa Vilas Boas, era amigo do futuro imperador Pedro I do Brasil. Lutou ao lado deste na guerra de consolidação da independência na Bahia. Por seus feitos heroicos em batalha, foi agraciado como cavaleiro da Imperial Ordem de Cristo, e recebeu, em 12 de outubro de 1825 o título de Barão de Maragogipe como prova de gratidão do imperador ao militar.
Residem em sua descendência as famílias do Conde Sebastião Pinho, do jornalista Edmundo Bittencourt e a família Waitz.